# Волотовский район
Во́лотовский райо́н — административно-территориальная единица (район) в Новгородской области Российской Федерации.  В рамках организации местного самоуправления в его границах функционирует Волотовский муниципальный округ (до марта 2020 года — муниципальный район).
Административный центр — посёлок Волот.

## География
Волотовский район — самый малый по площади из 21 района Новгородской области, площадь его территории — 1003,46 км². 58% территории области занимают леса, преимущественно лиственные. На территории области расположены 213 км² сельхозугодий, в том числе 166 км² пашен. На юго-западе района находится региональный заказник Должинское болото.
Расположен в западной части области на водоразделе трёх групп рек Ильменского бассейна: Псижи и Переходы, непосредственно впадающих в озеро Ильмень; Снежи и Каменки, впадающих в реку Полисть; Северки и Колошки, впадающих в реку Шелонь.
Район граничит на востоке со Старорусским районом, на севере с Шимским районом, на северо-западе с Солецким районом, на западе с Дновским районом Псковской области, на юго-западе с Дедовичским районом Псковской области, а на юге с Поддорским районом.

## История
До административно-территориальной реформы 1927 года бо́льшая часть территории современного Волотовского района входила в состав Старорусского уезда Новгородской губернии. Также небольшая часть территории на юге современного Волотовского района входила в состав Порховского уезда Псковской губернии.
Волотовский район Новгородского округа Ленинградской области был создан 1 января 1927 года. В состав район вошли следующие сельсоветы бывшего Старорусского уезда:
- из Городецкой волости: Взглядский, Горицкий, Городецкий, Песковский, Хотяжский
- из Славитинской волости: Верехновский, Дёрглецкий, Должинский, Жизлинский, Селецкий, Славитинский, Сосницкий, Тетеревихский, Шиловогорский
- из Ученской волости: Мяковский, Ратицкий, Ученский.

В ноябре 1928 года Жизлинский с/с был переименован в Старовский, Мяковский — в Реченский, Тетеривихский — в Глухогорушкинский, Ученский — в Поглездовский, Хотяжский — в Волотовский. Упразднены Верехновский, Ратицкий и Шиловогорский с/с.
В июле 1930 года округа были упразднены и Волотовский район перешёл в прямое подчинение Ленинградской области.
1 января 1932 года по постановлению Президиума ВЦИК район был упразднён, а его территория передана в Дновский, Старорусский, Солецкий и Дедовичский районы Ленинградской области.
Постановлением Президиума ВЦИК от 15 февраля 1935 года Волотовский район был образован за счёт разукрупнения Старорусского, Дновского и Солецкого районов.
В период Великой Отечественной войны на территории области административно-территориальное деление не изменялось. Но при оккупации немецко-фашистские захватчики включали эту территорию в так называемую Ингерманландскую губернию. В годы Великой Отечественной войны на территории посёлка Волот и района действовала Волотовская подпольная организация.
Указом Президиума ВС СССР от 5 июля 1944 года была образована самостоятельная Новгородская область и район вошёл в её состав. В состав района входили сельсоветы Взглядский, Волотовский, Горицкий, Городецкий, Дёрглецкий, Должинский, Песковский, Погляздовский, Реченский, Селецкий, Славитинский и Старский.
9 апреля 1960 года были упразднены Горицкий, Погляздовский и Селецкий с/с. Реченский с/с был переименован в Горский. 15 ноября был восстановлен Горицкий с/с.
1 февраля 1963 года Волотовский район был упразднён с передачей территории в Солецкий сельский и Старорусский сельский районы. Указом Президиума Верховного Совета РСФСР от 3 ноября 1965 года из части территории Солецкого сельского и Старорусского сельского районов был вновь воссоздан Волотовский район. В его состав вошли Взглядский, Волотовский, Горицкий, Городецкий, Дёрглецкий, Должинский, Песковский, Ратицкий, Славитинский и Старский с/с.
11 февраля 1982 года был упразднён Песковской с/с.
Постановлением Новгородской областной Думы от 24 ноября 2004 года был ликвидирован статус населённых пунктов у деревень: Доброе Взглядского сельсовета, Косткино и Давыдово Славитинского сельсовета, Полянка Верехновского сельсовета, Фомино Горицкого сельсовета.

## Население
| 1959   | 1989  | 2002  | 2005  | 2006  | 2007  | 2008  | 2009  | 2010  |
| ------ | ----- | ----- | ----- | ----- | ----- | ----- | ----- | ----- |
| 14 873 | ↘7099 | ↘6106 | ↘5978 | ↘5920 | ↘5819 | ↗5850 | ↘5784 | ↘5493 |
| 2012   | 2013  | 2014  | 2015  | 2016  | 2017  | 2018  | 2019  | 2020  |
| ↘5399  | ↘5289 | ↗5292 | ↘5077 | ↘4993 | ↘4906 | ↘4851 | ↘4641 | ↘4512 |
| 2021   |       |       |       |       |       |       |       |       |
| ↘4284  |       |       |       |       |       |       |       |       |

Национальный состав
По итогам переписи населения 2020 года проживали следующие национальности (национальности менее 0,1 % и другое, см. в сноске к строке «Другие»):
| Национальность | Численность, чел. | Доля     |
| -------------- | ----------------- | -------- |
| Русские        | 4081              | 95,26 %  |
| Узбеки         | 20                | 0,47 %   |
| Таджики        | 14                | 0,33 %   |
| Украинцы       | 12                | 0,28 %   |
| Чеченцы        | 9                 | 0,21 %   |
| Азербайджанцы  | 9                 | 0,21 %   |
| Цыгане         | 6                 | 0,14 %   |
| Татары         | 6                 | 0,14 %   |
| Белорусы       | 5                 | 0,12 %   |
| Другие         | 122               | 2,84 %   |
| Итого          | 4284              | 100,00 % |

## Административно-муниципальное устройство
В Волотовский район в рамках административно-территориального устройства входят 3 поселения как административно-территориальные единицы области.
В рамках муниципального устройства, одноимённый Волотовский муниципальный район включал 3 муниципальных образования со статусом сельских поселений:
| № | Поселение    | Административный центр | Количество населённых пунктов | Население (чел.) | Площадь (км²) |
| - | ------------ | ---------------------- | ----------------------------- | ---------------- | ------------- |
| 1 | Волот        | посёлок Волот          | 24                            | ↘2501            | 142,45        |
| 2 | Ратицкое     | деревня Волот          | 45                            | ↘1707            | 380,92        |
| 3 | Славитинское | деревня Славитино      | 41                            | ↘698             | 471,73        |

Областным законом от 11 ноября 2005 года № 559-ОЗ на территории района было образовано 5 поселений как административно-территориальных единиц области. 1 января 2006 года в рамках муниципального устройства Областным законом от 22 декабря 2004 года N 372-ОЗ на территории муниципального района было образовано 5 сельских поселений как муниципальных образований.
Областным законом от 30 марта 2010 года N 717-ОЗ были упразднены Взглядское, Волотовское, Городецкое и Ратицкое сельские поселения (поселения) к 12 апреля 2010 года.
Областным законом от 3 марта 2016 года Горское поселение было переименовано в Ратицкое. Областным законом от 4 мая 2016 года одноимённое сельское поселение также было переименовано.
В марте 2020 года все сельские поселения Волотовского муниципального района были упразднены и объединены в Волотовский муниципальный округ.

## Населённые пункты
В Волотовском районе 110 населённых пунктов.
| №   | Населённый пункт | Тип     | Население | Поселение    |
| --- | ---------------- | ------- | --------- | ------------ |
| 1   | Бёхово           | деревня | ↘11       | Ратицкое     |
| 2   | Бозино           | деревня | →1        | Ратицкое     |
| 3   | Борок            | деревня | ↗31       | Ратицкое     |
| 4   | Борыни           | деревня | →0        | Ратицкое     |
| 5   | Веретье          | деревня | 8         | Волот        |
| 6   | Верёхново        | деревня | 142       | Славитинское |
| 7   | Взгляды          | деревня | 153       | Волот        |
| 8   | Волот            | деревня | ↘379      | Ратицкое     |
| 9   | Волот            | посёлок | ↘2236     | Волот        |
| 10  | Восход           | деревня | 6         | Славитинское |
| 11  | Вояжа            | деревня | ↗40       | Ратицкое     |
| 12  | Выдра            | деревня | 0         | Славитинское |
| 13  | Вязовня          | деревня | ↘8        | Ратицкое     |
| 14  | Гаврилково       | деревня | 12        | Славитинское |
| 15  | Гниловец         | деревня | →2        | Ратицкое     |
| 16  | Горицы           | деревня | ↘128      | Ратицкое     |
| 17  | Горки            | деревня | ↘13       | Ратицкое     |
| 18  | Горки            | деревня | 29        | Волот        |
| 19  | Горки Бухаровы   | деревня | ↘6        | Ратицкое     |
| 20  | Горки Ратицкие   | деревня | ↘131      | Ратицкое     |
| 21  | Городище         | деревня | 14        | Славитинское |
| 22  | Городок          | деревня | 1         | Славитинское |
| 23  | Городцы          | деревня | ↘259      | Ратицкое     |
| 24  | Гумнище          | деревня | →0        | Ратицкое     |
| 25  | Дерглец          | деревня | ↘46       | Ратицкое     |
| 26  | Должино          | деревня | 16        | Славитинское |
| 27  | Жарки            | деревня | ↘37       | Ратицкое     |
| 28  | Жизлино          | деревня | 30        | Славитинское |
| 29  | Жуково-Дуброво   | деревня | 2         | Волот        |
| 30  | Заболотье        | деревня | 25        | Славитинское |
| 31  | Заполосье        | деревня | 5         | Славитинское |
| 32  | Заречье          | деревня | →1        | Ратицкое     |
| 33  | Заречье          | деревня | 5         | Славитинское |
| 34  | Зеремо           | деревня | 18        | Волот        |
| 35  | Ивье             | деревня | →0        | Ратицкое     |
| 36  | Ильино           | деревня | 67        | Славитинское |
| 37  | Камень           | деревня | →12       | Ратицкое     |
| 38  | Кашенка          | деревня | 1         | Волот        |
| 39  | Кисляково        | деревня | 13        | Волот        |
| 40  | Клевицы          | деревня | →1        | Ратицкое     |
| 41  | Кленовец         | деревня | →2        | Ратицкое     |
| 42  | Клинково         | деревня | 45        | Волот        |
| 43  | Клопцы           | деревня | 21        | Славитинское |
| 44  | Кованцы          | деревня | 17        | Славитинское |
| 45  | Кознобицы        | деревня | 1         | Славитинское |
| 46  | Колесницы        | деревня | 3         | Волот        |
| 47  | Колотилово       | деревня | 6         | Славитинское |
| 48  | Конотопцы        | деревня | 13        | Славитинское |
| 49  | Красницы         | деревня | ↘5        | Ратицкое     |
| 50  | Красный Луч      | деревня | 7         | Славитинское |
| 51  | Кривицы          | деревня | 0         | Славитинское |
| 52  | Крутец           | деревня | ↘5        | Ратицкое     |
| 53  | Лесная           | деревня | →1        | Ратицкое     |
| 54  | Личино           | деревня | 3         | Волот        |
| 55  | Лоша             | деревня | 0         | Волот        |
| 56  | Лужки            | деревня | 0         | Славитинское |
| 57  | Лухино           | деревня | 1         | Славитинское |
| 58  | Малое Заболотье  | деревня | 4         | Славитинское |
| 59  | Марьково         | деревня | →16       | Ратицкое     |
| 60  | Междуречье       | деревня | 30        | Волот        |
| 61  | Мелочево         | деревня | 3         | Славитинское |
| 62  | Меньково         | деревня | 0         | Славитинское |
| 63  | Микшицы          | деревня | 10        | Волот        |
| 64  | Михалково        | деревня | 35        | Волот        |
| 65  | Мостище          | деревня | 8         | Славитинское |
| 66  | Нивки            | деревня | 0         | Славитинское |
| 67  | Никулино         | деревня | 16        | Славитинское |
| 68  | Окроево          | деревня | 2         | Славитинское |
| 69  | Осиновка         | деревня | 4         | Волот        |
| 70  | Остров           | деревня | 12        | Славитинское |
| 71  | Парник           | деревня | →2        | Ратицкое     |
| 72  | Пескова          | деревня | 18        | Волот        |
| 73  | Плакса           | деревня | →0        | Ратицкое     |
| 74  | Погляздово       | деревня | ↘29       | Ратицкое     |
| 75  | Погорелец        | деревня | 21        | Волот        |
| 76  | Подостровье      | деревня | ↘12       | Ратицкое     |
| 77  | Подсосонье       | деревня | 13        | Волот        |
| 78  | Порожки          | деревня | 5         | Волот        |
| 79  | Пуково           | деревня | ↘1        | Ратицкое     |
| 80  | Раглицы          | деревня | ↘54       | Ратицкое     |
| 81  | Ракитно          | деревня | ↗2        | Ратицкое     |
| 82  | Раменье          | деревня | →1        | Ратицкое     |
| 83  | Ратицы           | деревня | ↘40       | Ратицкое     |
| 84  | Ретлё            | деревня | 1         | Славитинское |
| 85  | Рно              | деревня | →25       | Ратицкое     |
| 86  | Ручьи            | деревня | ↘1        | Ратицкое     |
| 87  | Сельцо           | деревня | ↘56       | Ратицкое     |
| 88  | Сельцо           | деревня | 2         | Славитинское |
| 89  | Славитино        | деревня | 162       | Славитинское |
| 90  | Снежка           | деревня | 0         | Славитинское |
| 91  | Соловьёво        | деревня | 122       | Славитинское |
| 92  | Соломенка        | деревня | 1         | Волот        |
| 93  | Средня           | деревня | 2         | Славитинское |
| 94  | Станишино        | деревня | 17        | Волот        |
| 95  | Старо            | деревня | 3         | Славитинское |
| 96  | Сутоки           | деревня | 8         | Славитинское |
| 97  | Сухарёво         | деревня | →0        | Ратицкое     |
| 98  | Токариха         | деревня | 4         | Славитинское |
| 99  | Точка            | деревня | 30        | Волот        |
| 100 | Тюриково         | деревня | 1         | Славитинское |
| 101 | Уницы            | деревня | 55        | Волот        |
| 102 | Устицы           | деревня | ↘1        | Ратицкое     |
| 103 | Учно             | деревня | ↗82       | Ратицкое     |
| 104 | Хотигоще         | деревня | →16       | Ратицкое     |
| 105 | Хотяжа           | деревня | ↘182      | Ратицкое     |
| 106 | Хутонка          | деревня | →0        | Ратицкое     |
| 107 | Черенцово        | деревня | 5         | Славитинское |
| 108 | Чураково         | деревня | ↘19       | Ратицкое     |
| 109 | Шилова Гора      | деревня | 50        | Славитинское |
| 110 | Язвино           | деревня | →63       | Ратицкое     |

## Местное самоуправление
Структуру органов местного самоуправления муниципального района составляют:
- Глава Волотовского муниципального района,
- Администрация Волотовского муниципального района,
- Дума Волотовского муниципального района.

Глава Волотовского муниципального района
В соответствии с Уставом Волотовского муниципального района Глава муниципального района является высшим должностным лицом муниципального района, возглавляет Администрацию муниципального района и руководит ею на принципах единоначалия. До 1991 года современной должности главы района соответствовал пост председателя райисполкома. Районную партийную организацию возглавлял первый секретарь райкома партии (ВКП(б), затем КПСС). С 1991 по 1997 год должности главы района соответствовала должность главы администрации района.
Список первых секретарей райкома партии
| - Василий Иванович Антонов (1927―1930) - Сергей Иванович Плотников (1930―?) - Иван Николаевич Зубков (?―1941) - Пётр Акимович Анисимов (1941) - Ефим Фёдорович Журавлёв (1944―1948) - Анатолий Иванович Мартынов (1948―1952) - Феодосий Ермолаевич Малик (1952―1954) - Фёдор Михайлович Михайлов (1954―1960) - Анатолий Павлович Коровин (1960―1963) - Борис Васильевич Романов (1965―1973) - Юрий Иванович Андреев (1973―1975) - Борис Васильевич Фёдоров (1975―1978) - Анатолий Семёнович Козлов (1978―1983) - Николай Иванович Гражданкин (1983―1985) - Василий Иванович Родин (1985―1990) - Нилов Пётр Александрович (1990) - Сергей Павлович Ражев (1990―1991) |

| Список глав района (до 1997 г. - глав администрации района) - Игорь Григорьевич Зуев (1991―1993) - Александр Алексеевич Игнатенко (1993―1997) - Юрий Викторович Творогов (1997―2006) - Александр Иванович Лыжов (с 2006) |

## Символика
Герб

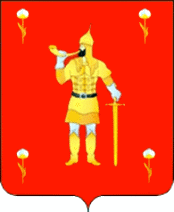
Герб Волотовского района

В настоящее время, согласно уставу Волотовского муниципального района, район использует герб Новгородской области в порядке, установленном областным законом от 09.10.1995 № 22-ОЗ « О гербе Новгородской области». Однако в период с ноября 2010 года по февраль 2011 года район пользовался собственным гербом, утверждённым районной Думой.
Герб Волотовского района был утверждён решением Думы Волотовского муниципального района № 11 от 29 ноября 2010 года.
Описание герба: В червленом поле славянский воин в золотых доспехах и серебряных одеждах, опирающийся на золотой меч и трубящий в золотой рог, сопровождаемый четырьмя серебряными коробочками льна с золотыми стеблями 2 и 2» - есть собственно герб Волотовского района.
2. В червленом поле славянский воин в золотых доспехах и серебряных одеждах, опирающийся на золотой меч и трубящий в золотой рог, сопровождаемый четырьмя серебряными коробочками льна с золотыми стеблями 2 и 2. В вольной части щита слева – герб Новгородской области» - герб с вольной частью – показывает административно-территориальную принадлежность к Новгородской области.
3. В червленом поле славянский воин в золотых доспехах и серебряных одеждах, опирающийся на золотой меч и трубящий в золотой рог, сопровождаемый четырьмя серебряными коробочками льна с золотыми стеблями 2 и 2. В вольной части щита слева – герб Новгородской области. Щит увенчан короной для муниципального района» - полный герб с украшением (короной) для районов РФ.
Символика герба: В древности, выходцы с Волотовской земли расселились по многим европейским государствам. Воин в золотых доспехах, дующий в рог служит, как бы символом, собирающим своих собратьев для борьбы с врагами со всего света. Серебряные коробочки льна в червленом поле, символизируют, что жители данного района специализировались в выращивании льна и достигли на этом поприще хороших результатов.
Решением от 28 февраля 2011 года решение об утверждении герба было признано утратившим силу, однако герб продолжает использоваться неофициально.
Флаг

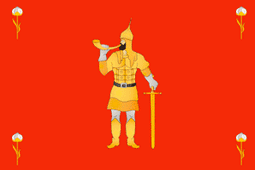
Флаг Волотовского района

Флаг Волотовского района был утверждён решением Думы Волотовского муниципального района № 10 от 29 ноября 2010 года.
Описание флага: Прямоугольное красное полотнище с соотношением сторон 2:3, на котором изображён сюжет герба муниципального образования „Волотовский район“ чёрной, жёлтой и белой красками.
Решением от 28 февраля 2011 года решение об утверждении флага было признано утратившим силу, однако флаг продолжает использоваться неофициально.

## Экономика
Экономическая политика
С 1997 года в Волотовском районе, наряду с Батецким, Марёвским и Поддорским, действует льготный налоговый режим для товаропроизводителей.
Промышленность
| Предприятие                                   | Продукция                                                      | Расположено в | численность работающих |
| --------------------------------------------- | -------------------------------------------------------------- | ------------- | ---------------------- |
| ООО «Производственный комбинат „Волотовский“» | Спреды                                                         | п. Волот      | 56                     |
| ЗАО "Полиформ"                                | Производство искусственного графита                            | п. Волот      | 1                      |
| "Бор"                                         | Производство прочих химических и органических основных веществ | п. Волот      | 12                     |
| ООО «НовБиоПром»                              | Производство удобрений и кормов на основе сапропеля            | п. Волот      | -                      |
| ПО "Воллотхлеб"                               | Производство хлебобулочной и кондитерской продукции            | п. Волот      | 51                     |
| ООО "Воллотовский водостройсервис"            | услуги водоснабжения и водоотведения                           | п. Волот      | 26                     |

Сельское хозяйство
- 3 коллективных предприятия;
- 11 крестьянских (фермерских) хозяйств;
- 1511 личных подсобных хозяйств населения.

Выращивают зерновые культуры, лён, многолетние травы. Разводят крупный рогатый скот, свиней, овец.

## Транспорт
- Через район проходит железная дорога Бологое — Дно.

## Культура
В районе:
- 11 библиотек;
- 8 клубных учреждений;
- детская музыкальная школа.

## Достопримечательности

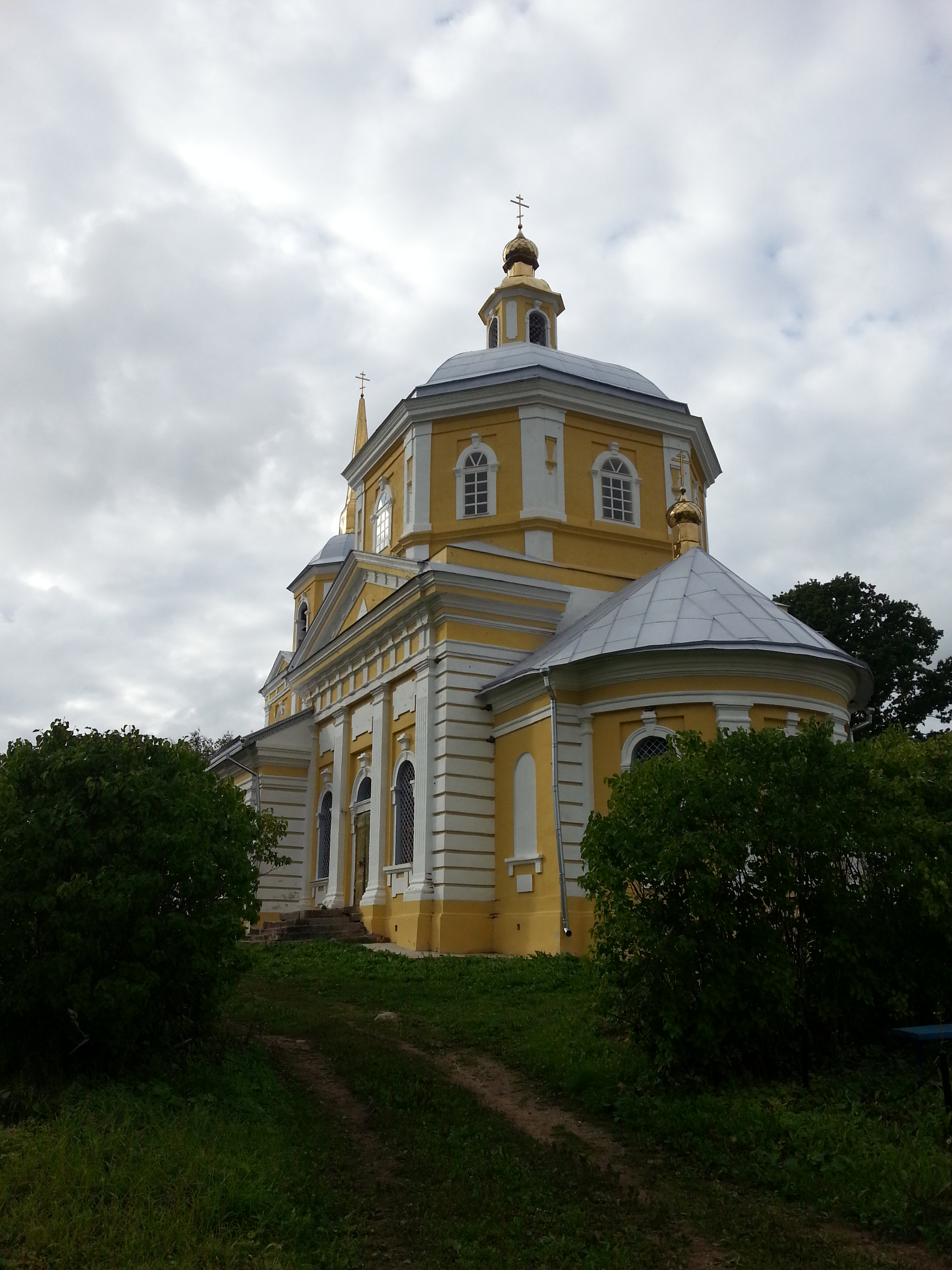
Благовещенский храм в селе Порожки

- На территории района находится природный заказник Должинское Болото, .
- Архитектурные памятники — действующие церкви:
  - Тихвинской Божьей Матери (1853) в деревне Учно;
  - Благовещения (начало XIX века) в деревне Порожки;
  - Фёдора Стратилата (XIX века) в деревне Верёхново;
  - часовни в деревнях Остров (начало XIX века).